# 三田 (厚木市)
三田（さんだ）は、神奈川県厚木市にある地名。現行行政地名は大字三田と三田1丁目から三田3丁目。住居表示は、1〜3丁目は実施済区域、大字は未実施区域。

## 地理
厚木市の北西部、中津川に沿って発展した地区。

### 地価
住宅地の地価は、2022年（令和4年）7月1日の公示地価によれば、三田字島畑3073番1外の地点で4万7500円/m2となっている。

## 歴史
- 1946年（昭和21年）6月1日 - 棚沢村、下川入村、妻田村、及川村、林村と合併し睦合村となった。
- 1955年（昭和30年）2月1日 - 睦合村が厚木町、小鮎村、玉川村、南毛利村と合併し厚木市となる。
- 2003年（平成15年）5月12日 - 住居表示を実施。一部が三田南一-三丁目が成立[5]。
- 2019年（令和元年）10月15日 - 住居表示を実施。一部が三田一-三丁目が成立[5]。

## 世帯数と人口
2021年（令和3年）3月1日現在（厚木市発表）の世帯数と人口は以下の通りである。
| 大字・丁目 | 世帯数 | 人口    |
| ---------- | ------ | ------- |
| 三田       |        | 2,748人 |
| 三田一丁目 |        | 818人   |
| 三田二丁目 |        | 1,362人 |
| 三田三丁目 |        | 1,197人 |
| 計         |        | 6,125人 |

### 人口の変遷
国勢調査による人口の推移。
| 年                 | 人口  |
| ------------------ | ----- |
| 1995年（平成7年）  | 9,349 |
| 2000年（平成12年） | 9,423 |
| 2005年（平成17年） | 6,343 |
| 2010年（平成22年） | 6,536 |
| 2015年（平成27年） | 6,301 |
| 2020年（令和2年）  | 6,196 |

### 世帯数の変遷
国勢調査による世帯数の推移。
| 年                 | 世帯数 |
| ------------------ | ------ |
| 1995年（平成7年）  | 3,373  |
| 2000年（平成12年） | 3,666  |
| 2005年（平成17年） | 2,489  |
| 2010年（平成22年） | 2,669  |
| 2015年（平成27年） | 2,696  |
| 2020年（令和2年）  | 2,766  |

## 学区
市立小・中学校に通う場合、学区は以下の通りとなる（2022年10月時点）。
| 大字・丁目 | 番・番地等 | 小学校             | 中学校               |
| ---------- | --- | ------------------ | -------------------- |
| 三田       | 916～975番地 | 厚木市立清水小学校 | 厚木市立睦合中学校   |
| 三田       | 976～1003番地、1125～1242番地 1269～1302番地、1338番地 1346～1371番地、3454～3482番地 | 厚木市立清水小学校 | 厚木市立睦合東中学校 |
| 三田       | 1245～1268番地、1303～1337番地 1339～1345番地、1372～1373番地 1375～1378番地、1382～1385番地 1439～1448番地、1451～1455番地 1456～1472番地、1811～1836番地 2020番地～2021番地9、3454～3482番地 | 厚木市立三田小学校 | 厚木市立睦合東中学校 |
| 三田       | 上記以外 | 厚木市立三田小学校 | 厚木市立睦合中学校   |
| 三田一丁目 | 全域 | 厚木市立三田小学校 | 厚木市立睦合中学校   |
| 三田二丁目 | 全域 | 厚木市立三田小学校 | 厚木市立睦合中学校   |
| 三田三丁目 | 全域 | 厚木市立三田小学校 | 厚木市立睦合中学校   |

## 事業所
2021年（令和3年）現在の経済センサス調査による事業所数と従業員数は以下の通りである。
| 大字・丁目 | 事業所数  | 従業員数 |
| ---------- | --------- | -------- |
| 三田       | 169事業所 | 3,463人  |
| 三田一丁目 | 28事業所  | 227人    |
| 三田二丁目 | 25事業所  | 318人    |
| 三田三丁目 | 13事業所  | 92人     |
| 計         | 235事業所 | 4,100人  |

### 事業者数の変遷
経済センサスによる事業所数の推移。
| 年                 | 事業者数 |
| ------------------ | -------- |
| 2016年（平成28年） | 208      |
| 2021年（令和3年）  | 235      |

### 従業員数の変遷
経済センサスによる従業員数の推移。
| 年                 | 従業員数 |
| ------------------ | -------- |
| 2016年（平成28年） | 3,316    |
| 2021年（令和3年）  | 4,100    |

## 交通

### 鉄道
- 地区内に鉄道は通っていない。

### 路線バス
神奈川中央交通
- 厚07:厚木バスセンター - 松蓮寺 - 神奈川工科大学 - あつぎ郷土博物館
- 厚66:厚木バスセンター - 松蓮寺 - 十軒村 - 中津 - 愛川バスセンター

## その他

### 日本郵便
- 郵便番号 : 243-0211[3]（集配局 : 厚木北郵便局[16]）。